# Uncorked
Uncorked ist ein US-amerikanisches Filmdrama aus dem Jahr 2020, geschrieben und inszeniert von Prentice Penny. Die Hauptrollen spielen Mamoudou Athie, Courtney B. Vance und Niecy Nash.

## Handlung
Um seinen Lebensunterhalt zu verdienen, arbeitet Elijah in einer Weinhandlung und danach im Restaurant seines Vaters. Dieser erwartet von seinem Sohn, dass er das Geschäft einmal übernimmt, doch Elijah hat andere Pläne. Er erzählt seiner Freundin Tanya, dass er sich für Wein interessiert, und äußert den Wunsch, Sommelier zu werden. Sie ermutigt ihn, seinen Traum zu verwirklichen, daraufhin nimmt Elijah an der Aufnahmeprüfung des Sommelier-Programms teil, besteht die Prüfung und erhält damit die Zulassung zu einer Sommelier-Akademie. Die Klasse wird zu einem Austauschprogramm in Paris eingeladen, doch das kann Elijah sich nicht leisten. Der Kommilitone Harvard bietet ihm an, mit ihm die Wohnungsmiete zu teilen, das restliche Geld erhält er über eine Spendensammlung.
Während er in Paris ist, erfährt Elijah, dass bei seiner Mutter Sylvias Krebs diagnostiziert wurde, doch bei einem Anruf rät sie ihm, in Frankreich zu bleiben und überweist ihm etwas Geld zum Leben. Sylvia stirbt, Elijah kehrt zur Beerdigung nach Hause zurück, wodurch er in Paris wichtige Tests verpasst, da er auch nach der Beerdigung zuhause bleibt und seinem Vater im Restaurant hilft. Schließlich ist Elijah gezwungen, sich aus dem Programm zurückzuziehen. Louis, der vorher immer gegen die Pläne seines Sohnes war, gibt nach und hilft Elijah zusammen mit Tanya beim Lernen für die Sommelier-Prüfung. Elijah legt die Prüfung ab und erfährt später, dass er nicht bestanden hat. Er kehrt zu seinen beiden Jobs zurück, doch später meldet er sich erneut für die Prüfung an.

## Produktion
Im November 2018 wurde bekannt gegeben, dass Niecy Nash, Courtney B. Vance und Mamoudou Athie der Besetzung des Films beigetreten sind, wobei Prentice Penny nach einem von ihm geschriebenen Drehbuch Regie führen wird. Penny, Datari Turner, Chris Pollock, Jason Michael Berman, Jill Ahrens, Ryan Ahrens, Ben Renzo fungieren als Produzenten. Im Dezember 2018 traten Kelly Jenrette, Matt McGorry, Gil Ozeri, und Bernard David Jones der Besetzung des Films bei.

## Veröffentlichung
Der Film sollte seine Premiere auf dem Filmfest South by Southwest am 14. März 2020 haben, jedoch wurde er aufgrund der COVID-19-Pandemie vom Festival zurückgezogen und am 27. März 2020 von Netflix veröffentlicht.

## Rezeption
Bei Rotten Tomatoes hat der Film eine Zustimmung von 91 Prozent, basierend auf 65 Kritiken, mit einem gewichteten Durchschnitt von 6.50/10. Bei Metacritic hat der Film eine Bewertung von 62/100, basierend auf 14 Kritikern.
film-rezensionen.de vergibt 6 von 10 Punkten und meint: In „Uncorked“ träumt ein junger Mann von einer Sommelier-Karriere, während dessen Vater auf die Fortführung des Grillrestaurants drängt. Das Drama zeigt schön die sich verändernden Werte und ist auch gut gespielt, lässt an vielen Stellen jedoch den nötigen Tiefgang vermissen und begnügt sich damit, rührseliges Gefälligkeitskino zu sein.